# Freilichtmalerei

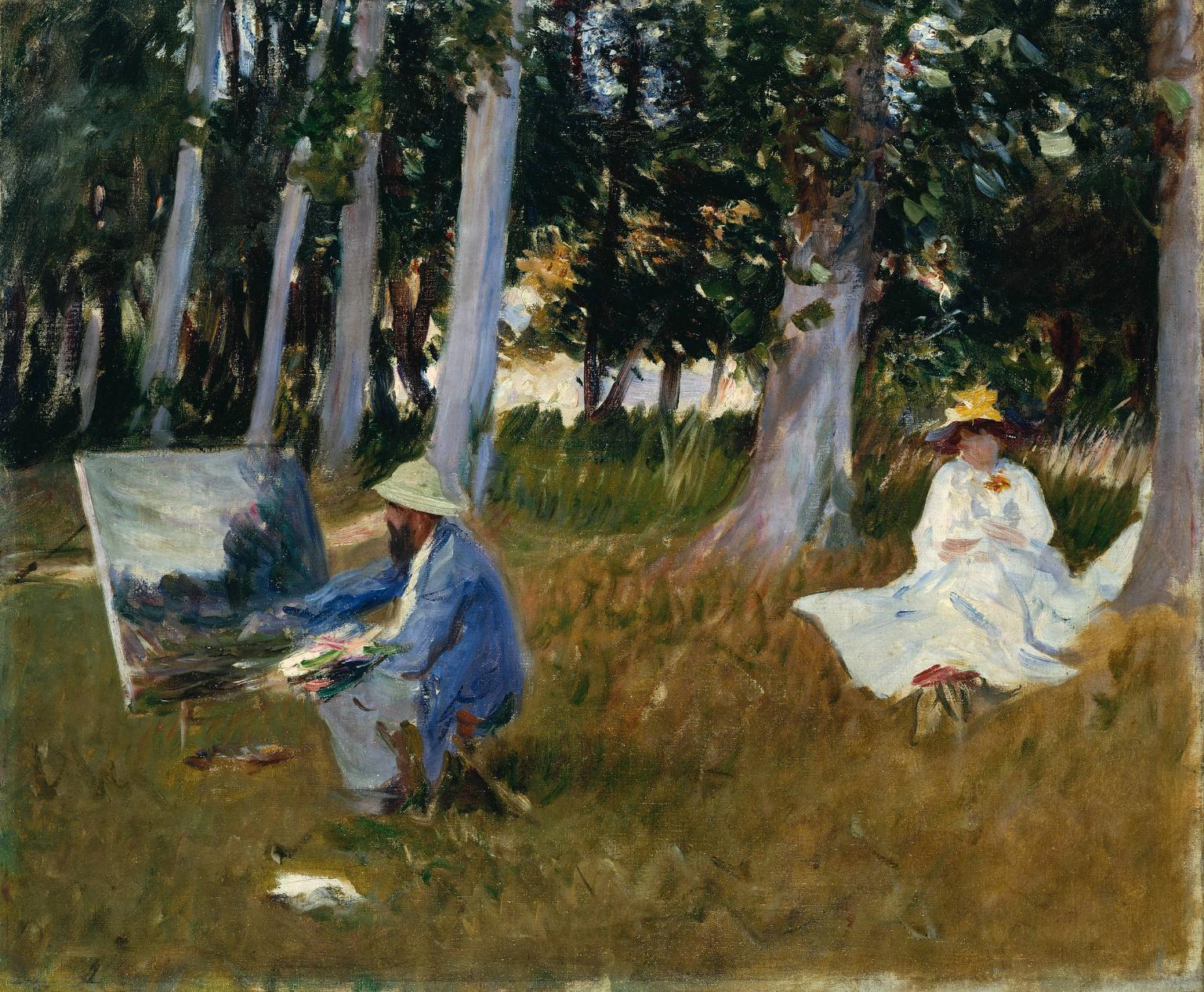
John Singer Sargent: Claude Monet am Waldsaum malend, 1885, Tate Gallery

Leonardo da Vinci: Mona Lisa, Öl auf Holz, zwischen 1503 und 1506; Louvre Paris

Freilichtmalerei, auch Freiluftmalerei oder Pleinairmalerei (von französisch: en plein air: „im Freien“;) genannt, bezeichnet eine Malerei, bei der Künstler ein „Stück Natur“ unter freiem Himmel bei natürlichen Licht- und Schattenverhältnissen und naturgegebener Farbigkeit der jeweiligen Landschaft darstellen. Sie wird auch Hell-Malerei bezeichnet. Diese Form der Malerei steht damit im Gegensatz zur Ateliermalerei.

## Verhältnis von Freiluft- und Ateliermalerei
Bis zur Erfindung der Fotografie mussten sich die Künstler bei jedem im Atelier gemalten Landschaftsbild ganz auf ihre Vorzeichnungen und Farbskizzen sowie auf ihr eidetisches Gedächtnis verlassen, während die Freiluftmaler, was Luft- und Farbperspektive betrifft, in jener Zeit von der Möglichkeit profitierten, die Stimmigkeit ihres jeweiligen Landschaftsmotivs ständig überprüfen und immer wieder entsprechend korrigieren zu können.
Doch keineswegs jedes Landschaftsgemälde entspringt einem Pleinair, die Mehrzahl dagegen einer Kombination aus Freiluftmalerei und Ateliermalerei. Dabei werden draußen im Freien, direkt vor dem Motiv, kleinformatige Skizzen verfertigt und die daraus hervorgehenden größeren Ausstellungsformate nach diesen Studien erst im Atelier vervollkommnet.

## Begriff der Landschaft
Der Begriff Landschaft kommt dadurch zustande, dass „aus der potentiellen Unbegrenztheit natürlicher Außenwelt“ ein so genanntes „Stück Natur“ ausgewählt und herausgegrenzt wird. Bezog sich der Begriff „Landschaft“ ursprünglich zunächst auf Naturmotive, so kamen im Laufe der kunstgeschichtlichen Entwicklung auch „die Ansichten von Städten und Architekturen“ hinzu.

John Constable: Weymouth Bay mit Blick auf Jordan Hill, Öl auf Leinwand, um 1816; National Gallery London

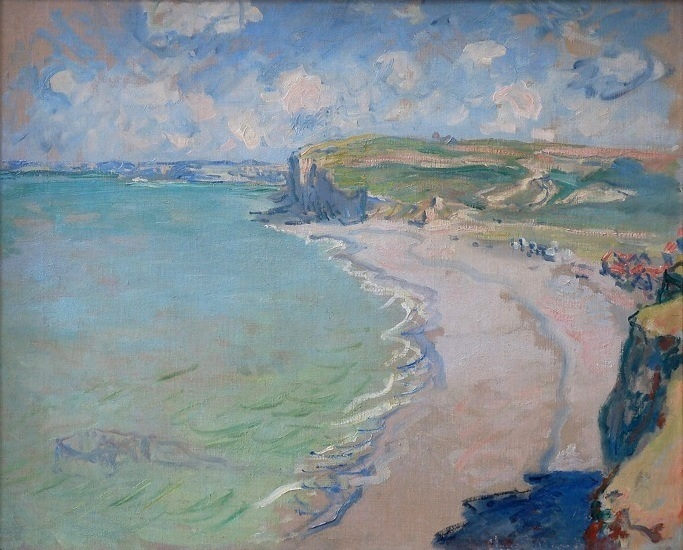
Claude Monet: Der Strand von Pourville, Öl auf Leinwand, 1882; National Museum, Poznań

## Kunstgeschichtlicher Überblick
Eines der zahllosen forscherischen Blätter Leonardo da Vincis (1452–1519) belegt, dass Künstler sich mindestens seit der Renaissance mit natürlichem Licht in freier Natur beschäftigen. Er widmet sich diesem Thema in einem der wohl berühmtesten und folgenreichsten Essays der Kunstgeschichte, dem Traktat über die natürliche Malerei. Die praktische Konsequenz seiner theoretischen Einsichten lässt sich so auf den Punkt bringen: „Statt Farbe und Pigment sieht man Licht, das sich in den Lasuren bricht wie bei der ‚Mona Lisa‘.“ Denn obwohl die abendländische Malerei zu Leonardos Zeit im Wesentlichen Figurenmalerei war und die Landschaft als „formelhafte Staffage“ diente, als Umgebung buchstäblich, nimmt das auffällige Sfumato in Leonardo da Vincis Gemälde – diese weiche Verwischung des Bildhintergrundes – nach Auffassung von Natias Neutert „bereits atmosphärische Qualitätsmerkmale späterer Freiluftmalerei vorweg.“
Vorläufer waren die holländischen Maler, die im 17. Jahrhundert die Schweiz bereisten, um die Bergwelt, aber auch Straßen und Alpenpässe zu skizzieren und zu Gemälden zu verarbeiten. „Als Schöpfer des sog. „Freilichtes“ im Sinne von einheitlich flutendem Licht im freien Raum gelten die Brüder Hubert und Jan van Eyck. Die niederländischen Maler des 16. und 17. Jh. haben zwar nach Freilichtstudien gearbeitet, aber das Gemälde im Atelier ausgeführt.“
Begründet wurde die Freilichtmalerei in der Zeit des ausklingenden Klassizismus und der aufkommenden Romantik zu Anfang des 19. Jahrhunderts in der Landschaftsmalerei Englands, vor allem von John Constable (1776–1837) und Richard Parkes Bonington (1802–1828). Beider Werke leben von der Spannung zwischen genauer Naturbeobachtung (z. B. Himmels- und Wolkenstudien) und der daraus resultierenden realistischen Farbwirkung. Das Bild Weymouth Bay mit Blick auf Jordan Hill zeigt die Bucht von Weymouth in der Grafschaft Dorset – ein auch heute noch beliebtes Ausflugsziel – mit ihrem Sandstrand bei sich auftürmenden Wolkengebirgen. Die Ausstellung von Werken Constables und Boningtons im Salon in Paris im Jahre 1824, bei der Letzterer zum Preisträger gewählt wurde, war von maßgeblichem Einfluss auf die französische Landschaftsmalerei Mitte des 19. Jahrhunderts, insbesondere auf die so genannte Schule von Barbizon sowie auf das Schaffen der Impressionisten. Dies zeigt auch ein Gemälde wie Der Strand von Pourville von Claude Monet (1840–1926) auf. Monet, sowie natürlich alle übrigen Vertreter des Impressionismus trugen mit ihren stimmungsvollen Werken dazu bei, dass sich die Pleinairmalerei mehr und mehr etablierte.
Entscheidend begünstigt wurde die Entwicklung hin zur Freiluftmalerei durch die Erfindung der Künstlerfarben in Tuben durch den amerikanischen Maler John Goffe Rand. Mussten die Künstler ihre Farben bis dahin aufwändig selbst zurechtmischen, so standen diese ihnen ab ca. 1850 ‚malfertig‘, in wiederverschließbaren, transportablen Tuben jederzeit zur Verfügung.

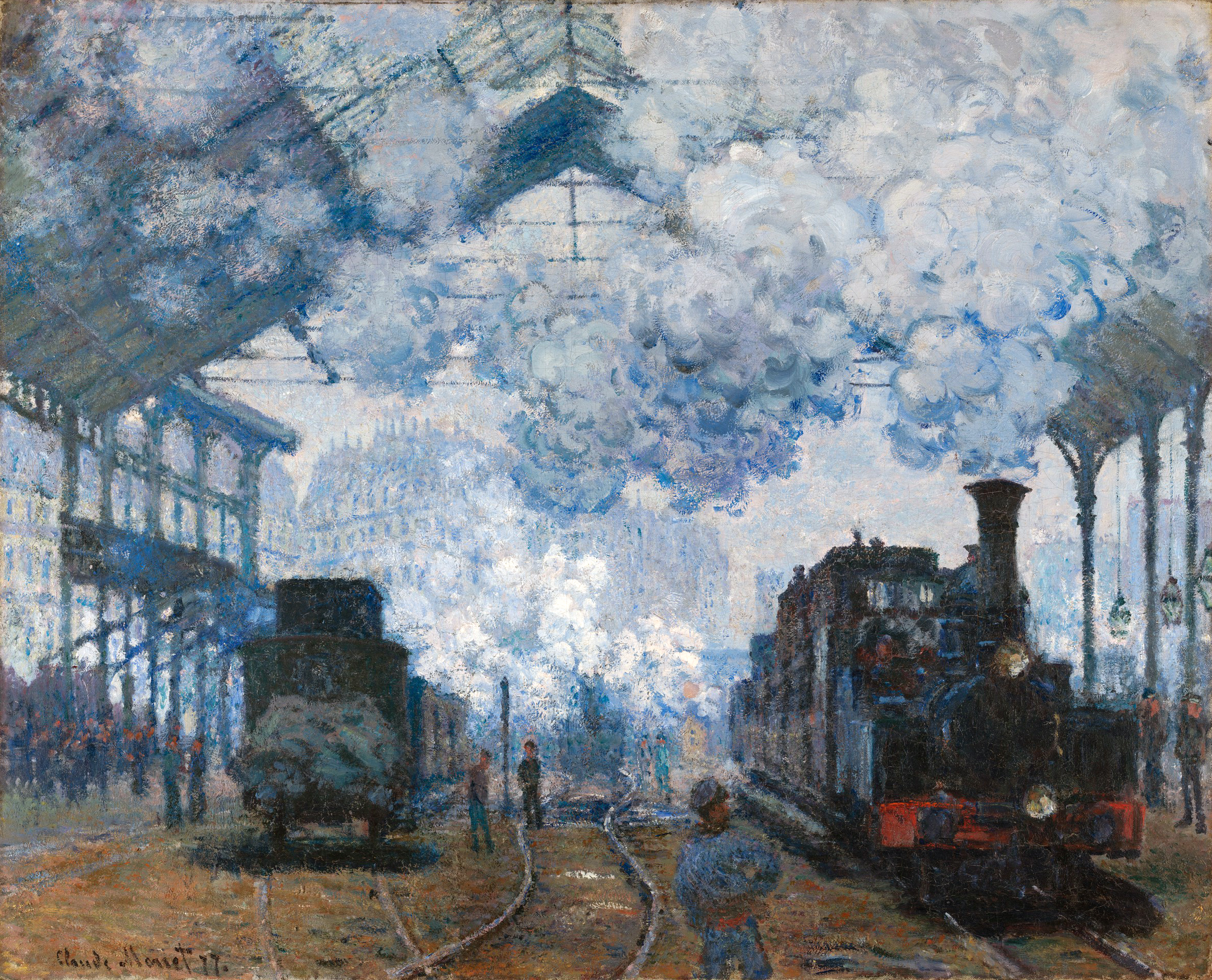
Claude Monet: Bahnhof Saint Lazare in Paris, Ankunft eines Zuges, Öl auf Leinwand, 1877; Fogg Art Museum, Cambridge (Massachusetts)

Das dürfte auch Monet zugutegekommen sein, als er von der Leitung der Eisenbahnlinie die Erlaubnis erwirkte, unter dem Glasdach des Bahnhofs Saint Lazare in Paris malen zu dürfen – „ein in der Freiluftmalerei bislang ungenutzter Ort künstlerischer Produktion, von Rauchschwaden ein- und ausfahrender Dampfloks geschwängert.“
Der Dichter Émile Zola sprach in diesem Zusammenhang von der „Poesie der Bahnhöfe“, welche die Künstler so zu entdecken hätten, wie ihre Vorläufer „die der Flüsse und Wälder gefunden haben.“
So weit wie Monet gingen dänische, englische und deutsche Freiluftmaler gegen Ende des 19. Jahrhunderts allerdings nicht: Weder die Skagen-Maler Michael Ancher und Anna Ancher, Karl Madsen und Peder Severin Krøyer vom Fischerort Skagen, die zu internationaler Bedeutung gelangten, noch die Künstler der Newlyn School und auch die der Künstlerkolonie Dachau nicht. Sie alle hielten am Vorbild der Schule von Barbizon fest (die Madsen vor Ort selbst noch studiert hatte).

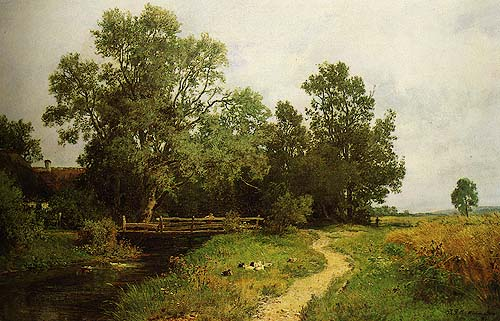
Philipp Röth: Hochsommer im Dachauer Moos, Öl, 1895

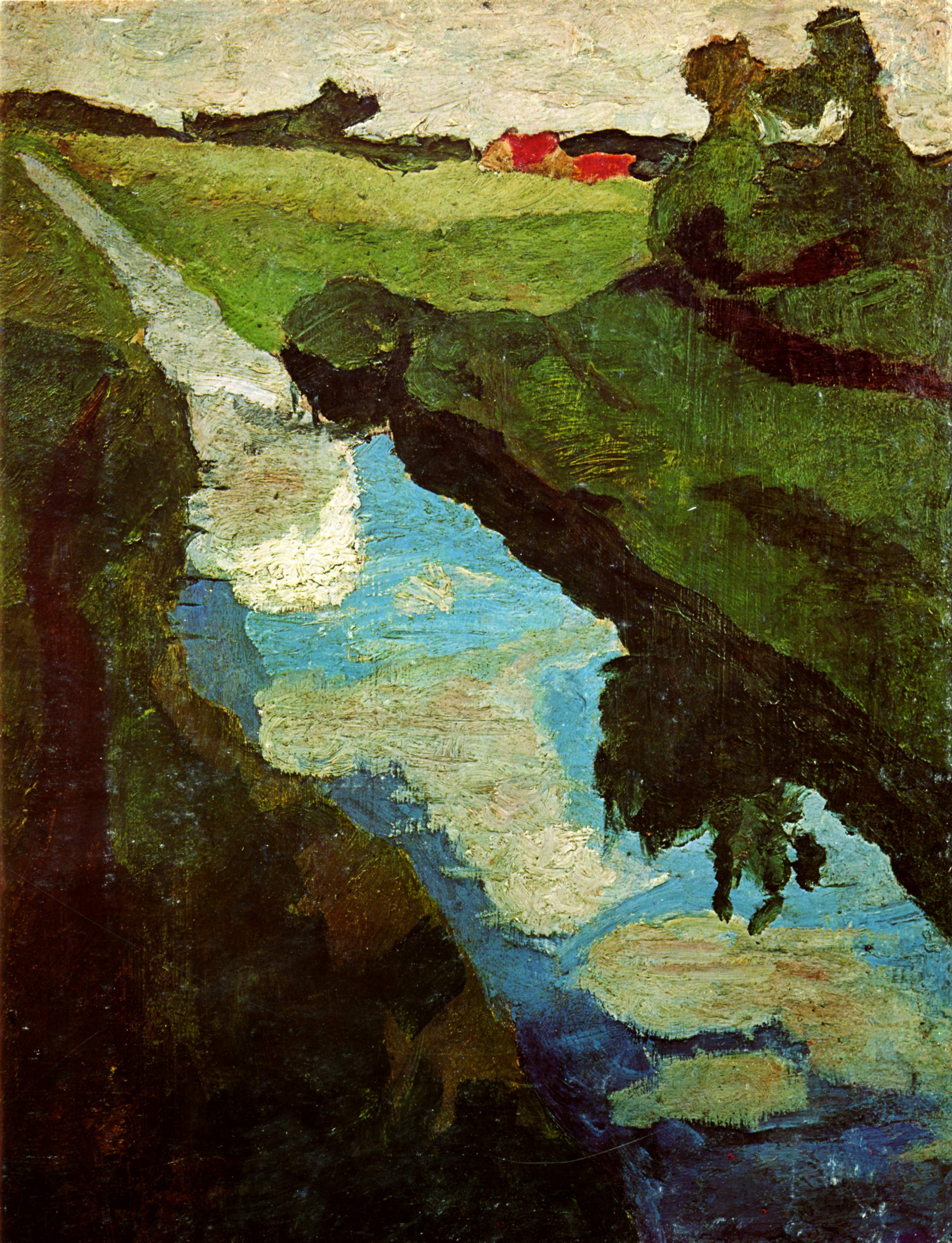
Paula Modersohn-Becker: Moorgraben, Tempera auf Karton, zwischen 1900 und 1902; Privatbesitz

Die Weggefährten der Künstlerkolonie Worpswede, der Künstlerkolonie Dachau oder der Künstlerkolonie Haimhausen dagegen malten zwar durchaus des Öfteren im Freien, bevorzugten jedoch eher die bereits erwähnte Kombinationsform aus Freiluft- und Ateliermalerei. Damit entsprachen sie der fortschreitenden Kunstentwicklung, die zunehmend darauf hinauslief, sich immer weniger impressionistischer, dafür immer expressiverer Ausdrucksformen zu bedienen. Der Vergleich zweier Gemälde des gleichen Sujets veranschaulicht dies.
Das eine: Hochsommer im Dachauer Moos des Dachauer Malers Philipp Röth (1841–1921).
Das andere: Moorgraben der Worpsweder Malerin Paula Modersohn-Becker (1876–1907).
Auch im 20. und 21. Jahrhundert ist Malen en plain air nicht aus der Mode gekommen. Bei David Hockney entstanden großflächige, farbenreiche Bilder, die Wälder, Landschaft, Holzstapel oder Heuhaufen zeigen. Technisch entstehen sie durch eine Segmentierung der Flächen nach dem Ansatz von Grand Canyon aus dem Jahre 1998, allerdings heute in Yorkshire. Sie erinnern an den Landschaftsmaler Roger de Grey. Zu den deutschen zeitgenössischen en plein air-Malern gehören unter anderen Max Uhlig, Klaus Fußmann, Hans Nowak, Nikolaus Störtenbecker, Sigurd Wendland, Friedel Anderson, Christoph Bouet, Stefan Dobritz, Tobias Duwe, Christopher Lehmpfuhl, Till Warwas oder Ulf Petermann. Einige von ihnen sind Mitglieder der Norddeutsche Realisten, die sich der Freiluftmalerei verschrieben haben, oder nahmen teil an dem internationalen Kaiserbäder-Festival der Pleinair-Maler in Heringsdorf auf Usedom. Eine Jury wählt bei diesem Festival die Künstler aus.

## Literatur

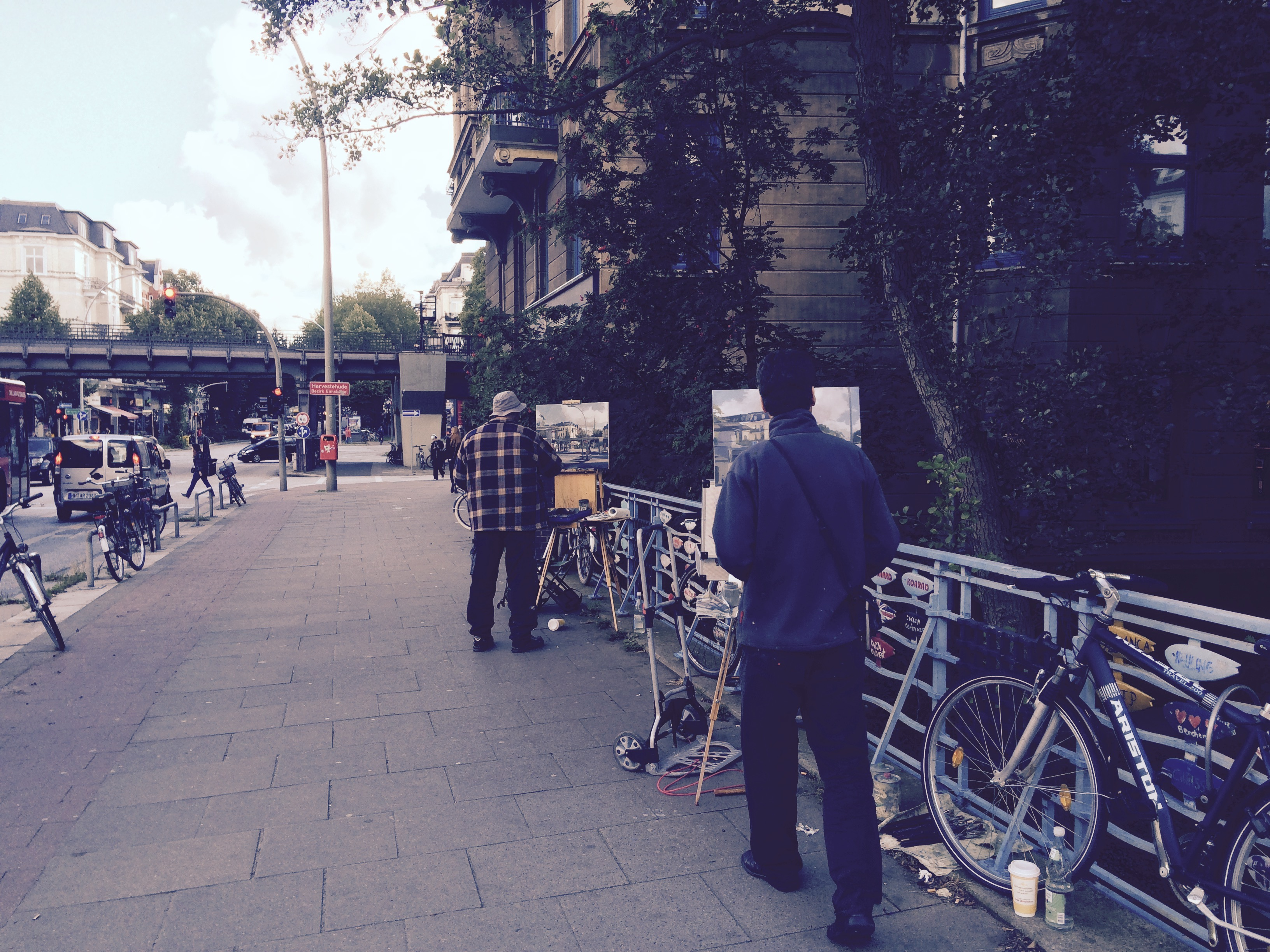
Pleinairmaler auf der Isebrücke in Hamburg-Eppendorf, 2015